# Гораций (пьеса)
«Гораций» (фр. Horace) — трагедия французского драматурга Пьера Корнеля, впервые поставленная на сцене в 1640 году и опубликованная в 1641 году.
В основу сюжета пьесы лёг эпизод из «Истории Рима от основания города» Тита Ливия. Трое братьев Горациев из Рима должны сразиться с тремя братьями Куриациями из Альба-Лонги, чтобы таким образом определить победителя в долгой распре между двумя городами. Эти семьи связаны старинной дружбой и родством: один из Горациев женат на сестре Куриациев Сабине, а его сестра Камилла должна стать женой одного из Куриациев. Тем не менее происходит бой, в котором побеждает Гораций. Вернувшись домой, он видит, что сестра оплакивает жениха, и убивает её как предательницу. Суд его оправдывает.
Исследователи отмечают, что «Гораций» заметно отличается от предыдущих пьес Корнеля. В нём строго соблюдается правило о трёх единствах, нет элементов трагикомедии и прециозного стиля, композиция продумана и выверена, язык отшлифован, есть богатые речевые характеристики, а внешнее действие сведено к минимуму. Всё это сделало «Горация» канонической трагедией эпохи классицизма.
Основная интрига здесь построена на противоречии между личными чувствами и патриотическим долгом. Гораций жертвует всем ради государства, тогда как Камилла ставит свою любовь к Куриацию выше любви к родине. Коллизия разрешается в пользу Горация, но Корнель всё же оставляет пространство для трактовок в пользу Камиллы и принципиального права на бунт личности против государства. Этим может объясняться то, что фактический правитель Франции кардинал Ришелье остался недоволен пьесой. На сцене «Гораций» не имел триумфального успеха, но постепенно он завоевал любовь публики. Во времена Французской революции эта пьеса стала одной из самых популярных.